# Torre del Guascone
La Tour de Guascone (en italien ; Torre del Guascone), est une tour située sur le côté extérieur de la rive nord-est du périmètre des remparts de Montepescali, dans la zone municipale de Grosseto. Le nom a été donné par Bastiano Guascone, commandant de la milice stationnée à la tour, lors du siège de Montepescali en 1555 qui vit les troupes siennoises et florentines s'affronter pour le contrôle du village.

## Histoire
La tour, l'une des plus anciennes le long du périmètre des murailles de Montepescali, a été construite au Moyen Âge avec des fonctions d'observation, de défense et d'attaque.
La structure fortifiée est restée presque intacte au fil du temps, résistant même au siège violent qui a impliqué le centre de Montepescali en 1555.
Ce n'est qu'à une époque relativement récente que la tour a été vendue à des particuliers et transformée en une structure résidentielle, tout en conservant presque inchangés les éléments architecturaux et stylistiques d'origine qui caractérisaient la tour au cours des époques passées, lorsqu'elle constituait un avant-poste important pour protéger le centre historique.

## Description
La Torre del Guascone, située le long du côté extérieur des murs de Montepescali, a une section quadrangulaire, avec des structures murales recouvertes de pierre, complètement fermées sur les côtés extérieurs et avec une grande ouverture sur le côté intérieur, qui permettait l'accès à la tour seulement du centre historique de Montepescali.
L'ensemble architectural est divisé en deux niveaux et était autrefois pourvu de nombreuses meurtrières qui s'ouvraient sur les côtés extérieurs ; la terrasse sommitale était utilisée pour des fonctions de guet et dans le passé elle devait culminer avec un rempart.
La très grande porte d'accès à la tour s'ouvre sur l'intérieur et se caractérise par un grand arc en plein cintre. À l'origine, elle était dominée par une autre ouverture très similaire qui caractérisait le niveau supérieur, comme en témoignent les signes d'une arche incorporés dans le mur de pierre de l'entresol : cette dernière ouverture a ensuite été remplacée par une petite fenêtre de forme carrée.